# Hartham (Neuhaus am Inn)
Hartham ist ein Gemeindeteil der Gemeinde Neuhaus am Inn im niederbayerischen Landkreis Passau (Bayern).

## Geographie
Der Weiler liegt knapp drei Kilometer südwestlich des Gemeindezentrums von Neuhaus am Inn nahe der Anschlussstelle Pocking der A 3. Den Ort tangiert im Süden die Bundesstraße 512, die künftig mit der südwestlich anschließenden Bundesstraße 12 zur A 94 ausgebaut werden soll. Vom bebauten Bereich des Ortes ist der überwiegende Teil der Gewerbegebiet der Gemeinde Neuhaus am Inn.

## Geschichte
Im Ortsteil Hartham gibt es verstreute landwirtschaftliche Anwesen. Das bekannteste Anwesen ist der Goderhof der Familie Gerauer (vormals Familie Goder). Im Gästebuch des Hofes haben sich Persönlichkeiten wie Rupprecht von Bayern oder Heinz Rühmann eingetragen. Der Goderhof war über lange Zeit ein landwirtschaftliches Vorzeigeobjekt. Aus dem Hof sind bedeutende Politiker hervorgegangen, wie der Landtagsabgeordnete Benedikt Gerauer, der Reichstagsabgeordnete Franz Gerauer sowie dessen Sohn, Franz Gerauer.
Die Familie Gerauer stiftete 1740 die Koloman-Kapelle, die heute direkt neben der künftigen A3 (jetzige B 512) vor dem Autobahnkreuz steht.

## Koloman-Kapelle Hartham
In der Denkmalliste für Hartham ist nur die Wallfahrtskapelle 	Wallfahrtskapelle St. Coloman, eine Dreikonchenanlage mit Pilastergliederungen, Volutengiebel und Dachreiter, Spätbarock, bezeichnet 1740, eingetragen. 